# 병역실명제
병역실명제(兵役實名制)는 공직선거후보자 및 일정한 직급 이상의 고위공직자, 인사청문회를 거치는 공직후보자와 이들의 아들, 친손자, 외손자들에 대하여 일정한 병역사항 신고 및 공개를 의무화한 실명제이다.
병역공개제(兵役公開制) 혹은 병역의무공개제(兵役義務公開制)라고도 한다.
공직자 등의 병역사항 신고 및 공개에 관한 법률, 시행령, 시행규칙에서 이를 규정한다.